# 유주 (중국)
유주(幽州)는 현재의 베이징시와 톈진시 일대, 허베이성의 일부 북부 지역, 랴오닝성, 지린성 서남부 에 존재한 중국 역사상의 옛 행정 구역이며, 구주(九州) 중 한 곳으로 전해 내려오는 지역이다. 중심지는 계현(薊縣, 지금의 베이징)이다. 남쪽은 기주, 서쪽은 병주와 접했으며, 북쪽은 만리장성을 경계로 북방의 여러 유목민족과 접했고, 동쪽은 고조선, 고구려, 삼한, 만주의 고대 국가들과 접경하였다. 서진 때 유주의 동쪽을 분할하여 평주를 신설하였다.

## 군 · 군국

### 전한
발해군(渤海郡) · 상곡군(上谷郡) · 어양군(漁陽郡) · 요서군(遼西郡) · 요동군(遼東郡) · 현도군(玄菟郡) · 낙랑군(樂浪郡) · 탁군(涿郡) · 대군(代郡) · 광양국(廣陽國) · 우북평군(右北平郡)

### 후한
각 군국 밑에 나열한 것은 속현(屬縣)의 목록이며, 치소(治所)가 있었던 곳은 굵은 글씨로 표기하였다.

### 삼국 시대

#### 조위
범양군(范陽郡) · 연국(燕國) · 어양군(漁陽郡) · 북평군(北平郡) · 상곡군(上谷郡) · 대군(代郡) · 요동군(遼東郡) · 창려군(昌黎郡) · 요서군(遼西郡) · 현도군(玄菟郡) · 대방군(帶方郡) · 낙랑군(樂浪郡)

### 서진
범양국(范陽國) · 연국(燕國) · 북평군(北平郡) · 상곡군(上谷郡) · 광영군(廣寧郡) · 대군(代郡) · 요서군(遼西郡)

### 오대 십국 시대
후진의 석경당이 거란에 군사지원을 요청하고 이후 후당을 무너뜨리고 연운십육주(베이징 부근 = 유주)를 넘겨주었다.